# Швець Яна Ігорівна
Я́на І́горівна Шве́ць, сценічне ім'я Єва Бушміна (нар. 2 квітня 1989, Свердловськ) — українська співачка та акторка, колишня солістка гурту «ВІА Гра». З 2016 по 2025 рік використовувала псевдонім «Layah».

## Життєпис
Народилася в місті Свердловську Луганської області. Батьки, Світлана та Ігор, віддали її до Свердловської школи № 9, але у 12 років родина переїхала до Києва, де Єва вступила до Київської муніципальної академії естрадного та циркового мистецтв на факультет естрадного вокалу.
Яна Швець узяла сценічний псевдонім Єва Бушміна — дошлюбне прізвище матері.

## Кар'єра
Яна Швець була вокалісткою поп-гурту «Lucky», бек-вокалісткою в Анастасії Каменських та в гурті «Авіатор», ведучою «Гутен Морген» на «М1», танцювала в балеті «The Best», брала участь у третій українській Фабриці зірок та в телешоу «Фабрика-Суперфінал». 21 березня 2010 заявила про дострокове завершення участі в проекті й переходу до гурту «ВІА Гра», де замінила Тетяну Котову. Дебют у складі гурту відбувся 30 березня 2010 на зйомках передачі «Вечірній квартал». Реліз дебютної пісні Єви в складі «ВІА Гри» — «Пошёл вон» відбувся 29 березня. 10 квітня вийшов однойменний кліп.

### 2009—2010: «Фабрика зірок 3»
Шляхом відбору, який проходив у жовтні 2009 року з тисячі претендентів, Єва Бушміна стала учасницею «Фабрики зірок». Протягом трьох місяців вона виконувала пісні разом із зірками української та російської естради, а також пісні генерального продюсера Костянтина Меладзе. У новорічну ніч було названо переможця проєкту, за підсумками глядацького голосування ним став Стас Шурінс, а Єва Бушміна посіла п'яте місце. Після чого Костянтин Меладзе  запропонував участь у гурті «ВІА Гра».

### 2010—2012: «ВІА Гра»
Дебютувала у складі групи 30 березня 2010 року на зйомках передачі «Вечірній квартал». Реліз дебютної пісні Бушміної у складі «ВІА Гри» — «Пошёл вон» відбувся 29 березня. 10 квітня вийшов однойменний кліп (12 квітня реліз відбувся в Росії). У 2010 році увійшла до Топ-10 відкриттів року за версією сайту Life-Star.
Потім група провела тур українськими містами під назвою «ВІА-Графія». У вересні того ж року колектив представив нову композицію «День без тебя», у жовтні — відеокліп.
У лютому 2012 року був опублікований кліп «ВІА Гри» на композицію «Алло, мам!».
У грудні 2012 року вона покинула групу «ВІА Гра».

### 2013—2016: Сольна кар'єра
У січні 2013 року записала перший сингл «Собой», на яку було знято кліп. Прем'єра пісні відбулася 22 березня 2013 року. 4 липня 2013 року відбувся інтернет-реліз нового синглу під назвою «Лето напрокат». 25 вересня Бушміна випустила сингл «Религия».
25 березня 2014 року співачка здобула перемогу в номінації «Відкриття року» на музичній премії YUNA.
З 2014 до 2016 року випустила відеокліпи на пісні «Как вода», «Нельзя поменять», «Не преступление» і «Тени», які згодом увійшли до майбутнього альбому «LAYAH». Режисер кліпів — Таня Муїньо.

### 2016—2025: LAYAH
У 2016 році змінила псевдонім «Єва Бушміна» на «Layah». 
У квітні 2016 року під псевдонімом LAYAH спільно з Рудольфом Краєвським знялася в головній ролі в короткометражному соціальному фільмі «Глотай пыль».
У вересні 2016 року випустила дебютний альбом «LAYAH», який складається з 11 композицій, зокрема чотирьох опублікованих раніше: «Как вода», «Нельзя поменять», «Не преступление» і «Тени», запис альбому проходив у київській студії Istok. За словами саунд-продюсера і автора всіх пісень Рождена Анусі, альбом записаний у дусі музики початку 2000-х. На підтримку альбому Layah зняла відеокліп на пісню «Невесомыми». Зйомки проходили на початку червня, в Іспанії, на березі Середземного моря. Прем'єра відбулася 29 вересня. 28 листопада Layah представила новий кліп «Преданы».
У березні 2017 року Layah представила відеокліп на пісню «Не прячься». У процесі було задіяно безліч локацій, розташованих у різних районах Лос-Анджелеса. У травні цього вийшов відеокліп на пісню «Навсегда», який також був знятий у Лос-Анджелесі.
27 листопада 2017 року Layah випустила EP «Вне времени». На підтримку альбому було знято плівковий кліп на сингл «Мовчати», зйомки проходили в Берліні. Наприкінці грудня 2017 року Layah випустила відео на пісню «Вне времени», зйомки якого також проходили в Берліні. У 2018 році Layah зняла ще два відеокліпи на треки зі свого альбому «Вне времени». 12 лютого відбулася презентація відеокліпу, знятого в берлінському метро, на пісню «Ранена». 21 травня відбулася прем'єра відеокліпу на пісню «NEO», який був знятий у переході метро Берліна. Режисером двох робіт виступила Таня Муїньо, оператором — Микита Кузьменко.
1 червня 2018 року відбувся реліз треку «NAZLO». У листопаді Layah випустила на відеокліп у стилі сюрреалістичної імпровізації. Зйомки відео проходили в Парижі. Над кліпом працювала команда Kinoproby Production.
21 червня 2019 року Layah представила міні-альбом у стилі хаус «Сам за себя», до якого увійшло чотири композиції. На підтримку нового релізу Яна також випустила відеокліп «Изнанка». Над музичним відео працювала режисерка Таня Муїньо. Зйомки проходили на Таймс-Сквер у Нью-Йорку.
23 липня 2021 року Layah випустила другий мініальбом — «Drunk Promises».
23 квітня 2023 року випустила пісню «Fire» спільно з німецьким діджеєм Emil Zenko.
28 червня 2024 року відбулася прем'єра сольного треку «TONIGHT».
2 квітня 2025 року у свій 36-й день народження оголосила, що проєкт LAYAH припиняє своє існування і працюватиме далі під ім'ям Єва Бушміна.

## Дискографія

### Сольні пісні як «Lucky»
- 2007 — За рекой
- 2008 — Я больше не буду

### Сольні пісні на час проектуФабрика зірок
- 2009 — Мистика
- 2009 — Больно или сладко

### Пісні у складі гурту«ВІА Гра»
- 2010 — Пошёл вон
- 2010 — День без тебя
- 2012 — Алло, мам!

### Сольні пісні
- 2013 — Собой
- 2013 — Лето напрокат
- 2013 — Религия
- 2014 — #kakvoda
- 2014 — Марихуана
- 2014 — Нельзя поменять
- 2015 — Не преступление

### Альбоми як «LAYAH»
- 2016 — LAYAH
- 2017 — Вне времени [EP]
- 2019 — САМ ЗА СЕБЯ [EP]

## Відеографія

### Кліпи у складі гурту «Lucky»
| Рік  | Кліп             | Режисер |
| ---- | ---------------- | ------- |
| 2007 | За рекой         |         |
| 2008 | Я больше не буду |         |

### Кліпи у складі гурту«ВІА Гра»
| Рік  | Кліп          | Режисер         | Склад                                   |
| ---- | ------------- | --------------- | --------------------------------------- |
| 2010 | Пошёл вон     | Алан Бадоєв     | Є. Бушміна, А. Джанабаєва, Н. Мейхер    |
| 2010 | День без тебя | Сергій Солодкий | Є. Бушміна, А. Джанабаєва, Н. Мейхер    |
| 2012 | Алло, мам!    | Алан Бадоєв     | Є. Бушміна, А. Джанабаєва, С. Дімопулос |

### Сольні кліпи
| Рік  | Кліп            | Режисер         |
| ---- | --------------- | --------------- |
| 2013 | Собой           | Ігор Стеколенко |
| 2013 | Лето напрокат   | Patoka Studio   |
| 2013 | Религия         | Ігор Стеколенко |
| 2014 | #kakvoda        | Таня Муїньо     |
| 2014 | Нельзя поменять | Таня Муїньо     |
| 2015 | Не преступление | Таня Муїньо     |